# Campanula serhouchenensis
Campanula serhouchenensis là loài thực vật có hoa trong họ Hoa chuông. Loài này được Dobignard mô tả khoa học đầu tiên năm 2002.